# اچ‌ام‌اس لویال (۱۹۱۳)
اچ‌ام‌اس لویال (۱۹۱۳) (به انگلیسی: HMS Loyal (1913)) یک کشتی بود که طول آن ۲۶۹ فوت (۸۲ متر) بود. این کشتی در سال ۱۹۱۳ ساخته شد.